# Рул Брауверс
Рул Брауверс (нід. Roel Brouwers, нар. 28 листопада 1981, Герлен) — нідерландський футболіст, що грав на позиції захисника за «Роду», «Падерборн 07» та «Боруссія» (Менхенгладбах).

## Ігрова кар'єра
Народився 28 листопада 1981 року в місті Герлен. Вихованець футбольної школи клубу «Вельтанія» (Герлен).
У дорослому футболі дебютував 2001 року виступами за команду клубу «Рода», в якій провів чотири сезони, взявши участь у 49 матчах чемпіонату. 
Своєю грою за цю команду привернув увагу представників тренерського штабу клубу «Падерборн 07», до складу якого приєднався 2005 року. Відіграв за клуб з Падерборна наступні два сезони своєї ігрової кар'єри. Більшість часу, проведеного у складі «Падерборна», був основним гравцем захисту команди.
2007 року перейшов до «Боруссії» (Менхенгладбах), кольори якої захищав протягом дев'яти сезонів, після чого повернувся на батьківщину, де провів декілька матчів за «Роду» (Керкраде) в сезоні 2016–2017 і завершив ігрову кар'єру.